# Хуан Ї (акторка)
Хуан Ї (кит. спр. 黄易, піньїнь: Huang Yi; нар. 13 вересня 1979, Шанхай), також відома під співочими псевдонімами Кристал Хуан та Бетті Хуан — китайська акторка та співачка.

## Фільмографія

### Кіно
| Рік  | Назва                                     | Роль                |
| ---- | ----------------------------------------- | ------------------- |
| 1999 | «Мої бажання»                             | репортерка          |
| 1999 | «Аварійна посадка»                        | стюардеса           |
| 2001 | «Нова вулиця Хреста»                      | Сє Лінлін           |
| 2004 | «Ґувуцзі Тін'ань Нейрень»                 | Лілі                |
| 2004 | «Шість сильних хлопців»                   | Баобей              |
| 2005 | «Вічний жаль»                             | Вейвей              |
| 2006 | «Майстер го»                              | Ву Цін'їн           |
| 2006 | «Відважні»                                | Ачжу                |
| 2007 | «Брати»                                   | Чун Чин             |
| 2008 | «Майже ідеально»                          | Тан Сяодьє          |
| 2008 | «Пластикове місто»                        | Очо                 |
| 2009 | «Воїн редьки»                             | Чжао Юе             |
| 2010 | «Менш пройдений шлях»                     | Лу Їнь              |
| 2010 | «Небесні бійці»                           | Лю Ці               |
| 2010 | «Ще одна скринька Пандори»                | Цяо                 |
| 2010 | «Мрія мечника»                            | Тьє                 |
| 2010 | «Народження легенди: Іп Ман»              | Чон Він-сін         |
| 2011 | «Готель „Скарб“»                          | червоний дракон     |
| 2011 | «Підслухано 2»                            | Квок Лай-пін        |
| 2011 | «Лицарка Дзеркального озера»              | Цю Цзін             |
| 2011 | «Схід зустрічає Захід 2011»               | Фун Ґа-бо           |
| 2012 | «Романтика в повітрі»                     | Барбара             |
| 2012 | «Щасливий готель»                         | подруга Мен Цзінхуа |
| 2012 | «Наступні 11 днів»                        | Лу Шуан             |
| 2012 | «Війна з наркотиками»                     | Ян Сяобей           |
| 2012 | «Все заради любові: Три незаміжні матері» | Вейвей              |
| 2013 | «Дивовижний»                              | Фан Сі              |
| 2013 | «Легендарний»                             | Лань Цзен           |
| 2014 | «Ще одна межа»                            | Сноу                |
| 2014 | «Підслухано 3»                            | дружина Лук Він-фу  |
| 2015 | «Мовчазна любов»                          | Сай Фуцінь          |
| 2016 | «Китайське вино»                          | Чен Юпін            |
| 2016 | «Еланн Старлайт»                          |                     |
| 2016 | «Довбні»                                  |                     |
| 2017 | «Коли нам сімнадцять»                     | Лю Сіці             |
| 2017 | «Наші дні в 6Е»                           |                     |
| 2017 | «Одна ніч, або ціле життя»                | Куан Юаньсі         |
| 2019 | «Смертельна Віджа»                        |                     |

### Телебачення
| Рік  | Назва                                             | Роль                     |
| ---- | ------------------------------------------------- | ------------------------ |
| 1998 | «Історія про синів і дочок»                       | Йонлайчуань Їнцзі        |
| 1999 | «Літні любовні цитати»                            |                          |
| 1999 | «Зізнання в коханні»                              | Чжоу Ґуейцзунь           |
| 1999 | «Століття життя»                                  | Ся Ґуосю                 |
| 1999 | «Пограбування в торговому центрі»                 | поліціянтка              |
| 1999 | «Я боюся підійти до тебе»                         | пані Ань                 |
| 2000 | «Мережа, яка вбиває»                              | Су Цзє                   |
| 2000 | «У житті є мрії»                                  | Чжан Тун                 |
| 2000 | «Неправильна шлюбна карета, правильний наречений» | Лі Юху                   |
| 2000 | «Лунфен Ціюань»                                   | Сяо                      |
| 2000 | «Ревнощі»                                         | Ю Хай'янь                |
| 2001 | «Душі Ліжень Сін»                                 | Вень Ань                 |
| 2001 | «Тигр, що присідає, та прихований дракон»         | Ю Сюлянь                 |
| 2001 | «Шаоліньський король бойових мистецтв»            | Оуну                     |
| 2001 | «Новий імператорський зять»                       | Фен Сучжень, Фен Шаомінь |
| 2001 | «Цицзі — Меймен Ченчжень»                         | Чжао Меймен              |
| 2001 | «Цянцян Ерню Дао Цзянху»                          | Фан Чжичунь              |
| 2002 | «Братство»                                        | Чжоу Їн                  |
| 2002 | «Вечірній дзвін»                                  | Шень Сяолу               |
| 2003 | «Моя прекрасна принцеса III»                      | Сяо'янцзи                |
| 2004 | «Вітер і хмари 2»                                 | другий сон               |
| 2004 | «Імператорський художник Джузеппе Кастільйоне»    | Лю Сін'ян                |
| 2004 | «Абсолютний план»                                 | Чжень Чжень              |
| 2004 | «Остання наложниця»                               | імператорка Ваньрун      |
| 2005 | «Кохання в одну мить»                             | Тан Бейлін               |
| 2006 | «Цю Хайтан»                                       | Луо Сянці                |
| 2006 | «Набута краса»                                    | Чень Мей                 |
| 2006 | «Фенікс із попелу»                                | Дуань Шен'нан            |
| 2006 | «Покоління рожевих комірців»                      | Місюе                    |
| 2006 | «Жити, аби кохати»                                | Ван Ціяо (молодша)       |
| 2007 | «Сім'я»                                           | Лі Руйцзє                |
| 2008 | «Досконалість щастя»                              | Лі Цзін                  |
| 2008 | «Етап юності»                                     | Тянь Момо                |
| 2010 | «Бажання літа»                                    | мати Луо Сі              |
| 2010 | «Дзвони гір дзвонять і вершники наближаються»     | Редуо                    |
| 2014 | «Романтика героїв-кондорів»                       | Фен Хен                  |
| 2018 | «Східний масив після сонячного снігу»             |                          |
| TBA  | «Аромат»                                          |                          |

## Дискографія
| Рік  | Назва      |
| ---- | ---------- |
| 2003 | 只要有你   |
| 2005 | 第一个夏天 |
| 2006 | 其实我爱你 |
| 2006 | 生命的骄傲 |
| 2007 | 最后的依赖 |
| 2008 | 承诺       |
| 2009 | 青春梦想   |
| 2009 | 幸福在路上 |
| 2009 | 完美结局   |
| 2009 | 天下一家   |
| 2009 | 点亮梦想   |
| 2009 | 一路有你   |
| 2009 | 一个人走   |
| 2010 | 相思       |
| 2010 | 海上生明月 |